# Pozabljeni zaklad
Pozabljeni zaklad  je mladinski roman slovenskega pisatelja  Ivana Sivca , ki pripoveduje o zgodbi polni presenečenj in preobratov, ki jih junaki rešujejo na duhovit in radoživ način.
Prvi izdaja knjige je bila natisnjena v 7000 izvodih. Pri ustvarjanju knjige je pomagala tudi Dunja Kofler, ki je knjigo ilustrirala.

## Vsebina
Zgodba se odvija v okolici Ljubljanskega barja pri reki Bistrici. V začetku zgodbe spoznamo Žvižgača in njegova dva kolega Buma in Fliperja, slednji je Žvižgačev najboljši prijatelj. Skupaj so ustanovili društvo Splošna plovba. Ker pa ne gre brez nasprotnikov, so njihovi sošolci, tako imenovani Žabarji, njihovi zapriseženi sovražniki. Zgodba se zaplete, ko pride v mesto tujec, ki išče stare kuharske knjige. Žvižgač in prijatelja preiskujejo, kdo je ta tujec in kaj išče tu. Pri tem jim pomaga tudi gostilničarjeva hči, ki jo kličejo Počasnela. Žvižgač se na skrivaj zaljubi v Rokerco, s katero igrata v šolski igri Kekec. Pri iskanju neodkritega zaklada, za katerega vedo, da so ga pri njih pustili Francozi v času Ilirskih provinc, jim pomaga tudi nora Mica, skrivnostna ženska srednjih let. Seveda pa ne manjka presenetljiv razplet ob koncu zgodbe.
Literarne osebe:
Žvižgač: junak zgodbe. Je prijazen, pogumen, duhovit fant, ki ima rad pustolovščine in zaplete. Skrivaj je zaljubljen v Rokerco. Ime je dobil po spontanem žvižganju, ko so se pogavarjali o nečem, česar ni bilo mogoče izvedeti.
Bum: je prijatelj Žvižgača in Fliperja. Rad ima kemijske in fizikalne poskuse. Ne zna plavati, čeprav je s prijatelji velikokrat na čolnu. Rad lovi ribe. Ime je dobil po tem, ko je v šoli razstrelil šolski laboratorij.
Fliper: je prijatelj Buma in Žvižgača. Ime je dobil zaradi tega, ker je že večkrat zmagal na fliperjih.
Tujec: imenujejo ga "gospod Merci", prišel je iz Francije. Iskal naj bi stare kuharske knjige, v resnici pa hoče s pomočjo Vodnikovih kuharskih receptov dobiti zaklad oz. vsaj zemljevid, kje naj bi zaklad bil. Pridruži se tudi Žabarjem, da dobijo železno skrinjo, ki jo potem hranijo Komarji. Zaklad išče, da bi si plačal operacijo oči, ker slabo vidi. 
Počasnela: krčmarjeva hči, ki je zaljubljena v Žvižgača in mu zato rade volje ustreže v kakršnikoli uslugi. Pridruži se njihovi Splošni plovbi.
Rokerca: je tako kot Počasnela zagledana v Žvižgača. To ime je dobila, ker rada posluša rock glasbo in se tudi oblači v stilu rocka.
Kraj in čas  dogajanja:
Zgodba se odvija v okolici Ljubljanskega barja ob reki Bistrici. Čas zgodbe je postavljen v konec 20. stoletja. Omenja se tudi čas Ilirskih provinc v času Napoleona, ker naj bi takrat v tej vasi pustili zaklad, katerega iščejo nekateri otroci in prav tako tujec.

## Ocene in nagrade
Film po knjigi Pozabljeni zaklad je dobil nagrado zlata rola po mnenju gledalcev.
Ocene slovenskih bralcev so, da je Ivan Sivec najboljši slovenski pisatelj Mladinskih romanov za starejše otroke in mladince.

## Izdaje in prevodi
Ponatis knjige Pozabljeni zaklad leta 2001. (COBISS)

## Priredbe
Po knjigi je posnet tudi film Pozabljeni zaklad. Režiser je Tugo Štiglic.